# Уривалкін Олександр Миколайович
Олександр Миколайович Уривалкін (*13 лютого 1956, Актюбінськ) — український історик, письменник.

## Життєпис
Народився 13 лютого 1956 року в м. Актюбінськ в родині військовика. Разом з батьками жив у Середній Азії та країнах Європи. Середню освіту здобував у Німеччині. Закінчив Сімферопольський (1978) і Київський (1989) університети. За освітою історик, спеціаліст з питань зовнішньої політики.
Служив у спецчастинах Міністерства оборони СРСР, військове звання — майор, нагороджений орденом «Червоної Зірки» та медалями. Після звільнення в запас працював у громадських організаціях, викладав у школі та вишах. Нагороджений знаком «Відмінник освіти України» (1998 р.). Перша книга вийшла в 1998 році. Автор понад 80 друкованих праць, у тому числі 26 книг (науково-популярних, монографій, посібників для вищої школи, довідників та хрестоматій).
З 2006 року займається виключно літературною діяльністю.

## Професійні інтереси
Вогнепальна зброя, історія XVI—XVIII ст., історія спецслужб.

## Основні праці
- «Загадки історії. Лівобережна Україна та Ніжинський полк з середини XVII до кінця XVIII століття» (19,3 авторських аркуша), Ніжин «Наука-сервіс» 2000, перевидана в 2001 р.
- «Історія України» (середина ХІІІ — середина XVII ст.) (15,2 авторських аркуша), Ніжин «Аспект-Поліграф» 2003, перевидана в 2005 р. Київ «Кондор» (рекомендована МОН як навчальний посібник для студентів вищих навчальних закладів; Лист № 14/18. 2-2076 від 21.09. 2004);
- «Історичне Краєзнавство» (15,1 авторських аркуша), Київ «КНТ» 2006, перевидана в 2008 р.;
- «Таємниці історії України. Загадки, події, факти» (21,3 авторських аркуша), Київ «КНТ» 2006;
- «Загадки минулих часів» (17,5 авторських аркуша), Київ «КНТ» 2007;[недоступне посилання з липня 2019]
- «Таємничі грані історії» (19,7 авторських аркуша), Київ «КНТ» 2007;
- «Таємниці розвідок. Діяльність таємних служб на території України» (17,9 авторських аркуша), Київ «КНТ» 2007;
- «Історія України» (кінець XVII — початок XXI століття) (20,2 авторських аркуша), Київ «КНТ» 2007;
- «Хрестоматія з історії України» (30,2 авторських аркуша), Київ «КНТ» 2007;[недоступне посилання з липня 2019]
- «Історія України в запитаннях та відповідях» (26 авторських аркуша), Київ «Дакор», «КНТ» 2008;
- «Гетьмани України та кошові Запорозької Січі» (19,6 авторських аркуша), Київ «Дакор», «КНТ» 2008;[недоступне посилання з липня 2019]
- «Хрестоматія з історії політичних вчень» (26,7 авторських аркуша), Київ"Дакор", «КНТ» 2008;
- «Довідник з історії України» (51,5 авторських аркуша), Київ «Дакор», «КНТ» 2009.